# Ainet
Ainet este un oraș în districtul Lienz, Tirol, Austria.